# AVP Tour 2008
Die AVP Tour 2008 ist die nationale Turnierserie der Vereinigten Staaten im Beachvolleyball. Sie wurde in achtzehn Städten ausgetragen.

## Übersicht der Turniere
| Datum             | Stadt            | Sieger Männer                        | Sieger Frauen                       |
| ----------------- | ---------------- | ------------------------------------ | ----------------------------------- |
| 10.–13. April     | Miami            | Phil Dalhausser / Todd Rogers        | Misty May-Treanor / Kerri Walsh     |
| 17.–20. April     | Dallas           | Phil Dalhausser / Todd Rogers        | Misty May-Treanor / Kerri Walsh     |
| 1.–3. Mai         | Huntington Beach | Phil Dalhausser / Todd Rogers        | Misty May-Treanor / Kerri Walsh     |
| 8.–10. Mai        | Charleston       | Phil Dalhausser / Todd Rogers        | Nicole Branagh / Elaine Youngs      |
| 24.–26. Mai       | Louisville       | Phil Dalhausser / Todd Rogers        | Misty May-Treanor / Kerri Walsh     |
| 30. Mai – 1. Juni | Atlanta          | Jacob Gibb / Sean Rosenthal          | Misty May-Treanor / Kerri Walsh     |
| 5.–8. Juni        | Hermosa Beach    | Phil Dalhausser / Todd Rogers        | Misty May-Treanor / Kerri Walsh     |
| 20.–22. Juni      | Belmar           | Matt Olson / Kevin Wong              | Annett Davis / Jenny Johnson Jordan |
| 4.–6. Juli        | Boulder          | Stein Metzger / Mark Williams        | Misty May-Treanor / Kerri Walsh     |
| 10.–13. Juli      | Chicago          | Phil Dalhausser / Todd Rogers        | Misty May-Treanor / Kerri Walsh     |
| 18.–20. Juli      | Brooklyn         | Phil Dalhausser / Todd Rogers        | Misty May-Treanor / Kerri Walsh     |
| 24.–26. Juli      | Long Beach       | Jacob Gibb / Sean Rosenthal          | Misty May-Treanor / Kerri Walsh     |
| 1.–3. August      | San Diego        | Matthew Fuerbringer / Casey Jennings | Rachel Scott / Tyra Turner          |
| 29.–31. August    | Mason            | Phil Dalhausser / Todd Rogers        | Nicole Branagh / Elaine Youngs      |
| 6.–7. September   | Santa Barbara    | Phil Dalhausser / Todd Rogers        | Annett Davis / Jenny Johnson Jordan |
| 12.–14. September | San Francisco    | Jacob Gibb / Sean Rosenthal          | Misty May-Treanor / Kerri Walsh     |
| 17.–21. September | Manhattan Beach  | Phil Dalhausser / Todd Rogers        | Misty May-Treanor / Kerri Walsh     |
| 25.–27. September | Glendale         | John Hyden                           | Jennifer Kessy                      |

## Turniere
Nachfolgend werden jeweils die Top 8 der einzelnen Turniere aufgeführt. Die kompletten Ergebnisse gibt es in der Beach Volleyball Database (siehe Weblinks).

### Miami
| Platz | Männer                               | Frauen                              |
| ----- | ------------------------------------ | ----------------------------------- |
| 1     | Phil Dalhausser / Todd Rogers        | Misty May-Treanor / Kerri Walsh     |
| 2     | Nicholas Lucena / Sean Scott         | Nicole Branagh / Elaine Youngs      |
| 3     | Anthony Medel / Fred Souza           | Rachel Scott / Tyra Turner          |
| 3     | Matthew Fuerbringer / Casey Jennings | Jennifer Kessy / April Ross         |
| 5     | John Hyden / Bradley Keenan          | Annett Davis / Jenny Johnson Jordan |
| 5     | Jacob Gibb / Sean Rosenthal          | Angela Akers / Holly McPeak         |
| 7     | Ty Loomis / Hans Stolfus             | Ashley Ivy Swift / Heather Lowe     |
| 7     | Jeff Carlucci / John Mayer           | Jennifer Fopma / Jenny Pavley       |

### Dallas
| Platz | Männer                               | Frauen                              |
| ----- | ------------------------------------ | ----------------------------------- |
| 1     | Phil Dalhausser / Todd Rogers        | Misty May-Treanor / Kerri Walsh     |
| 2     | Jacob Gibb / Sean Rosenthal          | Nicole Branagh / Elaine Youngs      |
| 3     | Matthew Fuerbringer / Casey Jennings | Jennifer Kessy / April Ross         |
| 3     | Aaron Wachtfogel / Mark Williams     | Annett Davis / Jenny Johnson Jordan |
| 5     | Anthony Medel / Fred Souza           | Rachel Scott / Tyra Turner          |
| 5     | John Hyden / Bradley Keenan          | Angela Akers / Holly McPeak         |
| 7     | Ryan Mariano / Ed Ratledge           | Dianne DeNecochea / Barbra Fontana  |
| 7     | Dax Holdren / Bill Strickland        | Carrie Dodd / Tatiana Minello       |

### Huntington Beach
| Platz | Männer                               | Frauen                              |
| ----- | ------------------------------------ | ----------------------------------- |
| 1     | Phil Dalhausser / Todd Rogers        | Misty May-Treanor / Kerri Walsh     |
| 2     | John Hyden / Bradley Keenan          | Rachel Scott / Tyra Turner          |
| 3     | Matthew Fuerbringer / Casey Jennings | Nicole Branagh / Elaine Youngs      |
| 3     | Stein Metzger / Mark Williams        | Annett Davis / Jenny Johnson Jordan |
| 5     | Jacob Gibb / Sean Rosenthal          | Jennifer Kessy / April Ross         |
| 5     | Nicholas Lucena / Sean Scott         | Carrie Dodd / Tatiana Minello       |
| 7     | Ty Loomis / Hans Stolfus             | Jenny Kropp / Nancy Reynolds        |
| 7     | Matt Olson / Kevin Wong              | Katie Jameson / Tracy Jones         |

### Charleston
| Platz | Männer                        | Frauen                              |
| ----- | ----------------------------- | ----------------------------------- |
| 1     | Phil Dalhausser / Todd Rogers | Nicole Branagh / Elaine Youngs      |
| 2     | Stein Metzger / Mark Williams | Jennifer Kessy / April Ross         |
| 3     | Jason Ring / Aaron Wachtfogel | Rachel Scott / Tyra Turner          |
| 3     | Matt Olson / Kevin Wong       | Dianne DeNecochea / Barbra Fontana  |
| 5     | Nicholas Lucena / Sean Scott  | Annett Davis / Jenny Johnson Jordan |
| 5     | Mike Morrison / Ty Tramblie   | Carrie Dodd / Tatiana Minello       |
| 7     | Ryan Mariano / Ed Ratledge    | Angela Akers / Holly McPeak         |
| 7     | Pedro Brazão / José Loiola    | Ashley Ivy Swift / Heather Lowe     |

### Louisville
| Platz | Männer                        | Frauen                                   |
| ----- | ----------------------------- | ---------------------------------------- |
| 1     | Phil Dalhausser / Todd Rogers | Misty May-Treanor / Kerri Walsh          |
| 2     | John Hyden / Bradley Keenan   | Annett Davis / Jenny Johnson Jordan      |
| 3     | Nicholas Lucena / Sean Scott  | Carrie Dodd / Tatiana Minello            |
| 3     | Matt Olson / Kevin Wong       | Katie Jameson / Tracy Jones              |
| 5     | Anthony Medel / Fred Souza    | Ashley Ivy Swift / Heather Lowe          |
| 5     | John Mayer / Jeff Nygaard     | Suzanne Barnes / Michelle Williams       |
| 7     | Ryan Mariano / Ed Ratledge    | Lauren Fendrick / Angela Knopf           |
| 7     | Dax Holdren / Bill Strickland | Angela Lewis / Priscilla Piantadosi-Lima |

### Atlanta
| Platz | Männer                        | Frauen                                   |
| ----- | ----------------------------- | ---------------------------------------- |
| 1     | Jacob Gibb / Sean Rosenthal   | Misty May-Treanor / Kerri Walsh          |
| 2     | Anthony Medel / Fred Souza    | Annett Davis / Jenny Johnson Jordan      |
| 3     | Phil Dalhausser / Todd Rogers | Angela Akers / Holly McPeak              |
| 3     | John Hyden / Bradley Keenan   | Jenny Kropp / Nancy Reynolds             |
| 5     | Matt Olson / Kevin Wong       | Dianne DeNecochea / Barbra Fontana       |
| 5     | Paul Baxter / Matt Prosser    | Ashley Ivy Swift / Heather Lowe          |
| 7     | Nicholas Lucena / Sean Scott  | Carrie Dodd / Tatiana Minello            |
| 7     | Ryan Mariano / Ed Ratledge    | Angela Lewis / Priscilla Piantadosi-Lima |

### Hermosa Beach
| Platz | Männer                               | Frauen                              |
| ----- | ------------------------------------ | ----------------------------------- |
| 1     | Phil Dalhausser / Todd Rogers        | Misty May-Treanor / Kerri Walsh     |
| 2     | Matthew Fuerbringer / Casey Jennings | Annett Davis / Jenny Johnson Jordan |
| 3     | Matt Olson / Kevin Wong              | Nicole Branagh / Elaine Youngs      |
| 3     | John Mayer / Jeff Nygaard            | Carrie Dodd / Tatiana Minello       |
| 5     | Jacob Gibb / Sean Rosenthal          | Angela Akers / Holly McPeak         |
| 5     | Nicholas Lucena / Sean Scott         | Jenny Kropp / Nancy Reynolds        |
| 7     | Mike Lambert / Aaron Wachtfogel      | Dianne DeNecochea / Barbra Fontana  |
| 7     | Pedro Brazão / José Loiola           | Lauren Fendrick / Paula Roca        |

### Belmar
| Platz | Männer                       | Frauen                                   |
| ----- | ---------------------------- | ---------------------------------------- |
| 1     | Matt Olson / Kevin Wong      | Annett Davis / Jenny Johnson Jordan      |
| 2     | Nicholas Lucena / Sean Scott | Carrie Dodd / Tatiana Minello            |
| 3     | John Hyden / Bradley Keenan  | Dianne DeNecochea / Barbra Fontana       |
| 3     | Anthony Medel / Fred Souza   | Katie Jameson / Tracy Jones              |
| 5     | Pedro Brazão / José Loiola   | Angela Akers / Holly McPeak              |
| 5     | John Mayer / Jeff Nygaard    | Jenny Kropp / Nancy Reynolds             |
| 7     | Ryan Mariano / Ed Ratledge   | Suzanne Barnes / Michelle Williams       |
| 7     | Ty Loomis / Larry Witt       | Angela Lewis / Priscilla Piantadosi-Lima |

### Boulder
| Platz | Männer                        | Frauen                              |
| ----- | ----------------------------- | ----------------------------------- |
| 1     | Stein Metzger / Mark Williams | Misty May-Treanor / Kerri Walsh     |
| 2     | Anthony Medel / Fred Souza    | Annett Davis / Jenny Johnson Jordan |
| 3     | Nicholas Lucena / Sean Scott  | Carrie Dodd / Tatiana Minello       |
| 3     | Aaron Wachtfogel / Scott Wong | Dianne DeNecochea / Barbra Fontana  |
| 5     | Matt Olson / Kevin Wong       | Angela Akers / Holly McPeak         |
| 5     | John Hyden / Bradley Keenan   | Suzanne Barnes / Michelle Williams  |
| 5     | John Mayer / Jeff Nygaard     | Stacy Brannon / Whitney Pavlik      |
| 5     | Pedro Brazão / José Loiola    | Erin Byrd / Stephanie Chapek        |

### Chicago
| Platz | Männer                         | Frauen                              |
| ----- | ------------------------------ | ----------------------------------- |
| 1     | Phil Dalhausser / Todd Rogers  | Misty May-Treanor / Kerri Walsh     |
| 2     | Jacob Gibb / Sean Rosenthal    | Nicole Branagh / Elaine Youngs      |
| 3     | Nicholas Lucena / Sean Scott   | Annett Davis / Jenny Johnson Jordan |
| 3     | John Hyden / Bradley Keenan    | Jennifer Kessy / April Ross         |
| 5     | Stein Metzger / Mark Williams  | Carrie Dodd / Tatiana Minello       |
| 5     | Ryan Mariano / Ed Ratledge     | Dianne DeNecochea / Barbra Fontana  |
| 7     | Jason Ring / Hans Stolfus      | Rachel Scott / Tyra Turner          |
| 7     | Billy Allen / Braidy Halverson | Lauren Fendrick / Paula Roca        |

### Brooklyn
| Platz | Männer                        | Frauen                              |
| ----- | ----------------------------- | ----------------------------------- |
| 1     | Phil Dalhausser / Todd Rogers | Misty May-Treanor / Kerri Walsh     |
| 2     | Nicholas Lucena / Sean Scott  | Jennifer Kessy / April Ross         |
| 3     | John Hyden / Bradley Keenan   | Rachel Scott / Tyra Turner          |
| 3     | Stein Metzger / Mark Williams | Dianne DeNecochea / Barbra Fontana  |
| 5     | Matt Olson / Kevin Wong       | Nicole Branagh / Elaine Youngs      |
| 5     | Anthony Medel / Fred Souza    | Angela Akers / Holly McPeak         |
| 7     | Ryan Mariano / Ed Ratledge    | Annett Davis / Jenny Johnson Jordan |
| 7     | Aaron Wachtfogel / Scott Wong | Jenny Kropp / Nancy Reynolds        |

### Long Beach
| Platz | Männer                        | Frauen                                   |
| ----- | ----------------------------- | ---------------------------------------- |
| 1     | Jacob Gibb / Sean Rosenthal   | Misty May-Treanor / Kerri Walsh          |
| 2     | Phil Dalhausser / Todd Rogers | Jennifer Kessy / April Ross              |
| 3     | Nicholas Lucena / Sean Scott  | Nicole Branagh / Elaine Youngs           |
| 3     | Dax Holdren / Bill Strickland | Angela Akers / Holly McPeak              |
| 5     | Matt Olson / Kevin Wong       | Carrie Dodd / Tatiana Minello            |
| 5     | Pedro Brazão / José Loiola    | Angela Lewis / Priscilla Piantadosi-Lima |
| 7     | Stein Metzger / Mark Williams | Rachel Scott / Tyra Turner               |
| 7     | Ryan Mariano / Ed Ratledge    | Jennifer Fopma / Brittany Hochevar       |

### San Diego
| Platz | Männer                               | Frauen                              |
| ----- | ------------------------------------ | ----------------------------------- |
| 1     | Matthew Fuerbringer / Casey Jennings | Rachel Scott / Tyra Turner          |
| 2     | Nicholas Lucena / Sean Scott         | Annett Davis / Jenny Johnson Jordan |
| 3     | Pedro Brazão / José Loiola           | Jennifer Kessy / April Ross         |
| 3     | Russ Marchewka / Mike Placek         | Angela Akers / Tyra Turner          |
| 5     | Matt Olson / Kevin Wong              | Dianne DeNecochea / Barbra Fontana  |
| 5     | Anthony Medel / Fred Souza           | Carrie Dodd / Tatiana Minello       |
| 7     | Ryan Mariano / Ed Ratledge           | Jenny Kropp / Nancy Reynolds        |
| 7     | Jason Ring / Hans Stolfus            | Katie Jameson / Tracy Jones         |

### Mason
| Platz | Männer                               | Frauen                              |
| ----- | ------------------------------------ | ----------------------------------- |
| 1     | Phil Dalhausser / Todd Rogers        | Nicole Branagh / Elaine Youngs      |
| 2     | Nicholas Lucena / Sean Scott         | Misty May-Treanor / Kerri Walsh     |
| 3     | Jacob Gibb / Sean Rosenthal          | Jennifer Kessy / April Ross         |
| 3     | Matthew Fuerbringer / Casey Jennings | Annett Davis / Jenny Johnson Jordan |
| 5     | John Hyden / Bradley Keenan          | Angela Akers / Holly McPeak         |
| 5     | John Mayer / Jeff Nygaard            | Carrie Dodd / Tatiana Minello       |
| 7     | Stein Metzger / Mark Williams        | Rachel Scott / Tyra Turner          |
| 7     | Matt Olson / Kevin Wong              | Dianne DeNecochea / Barbra Fontana  |

### Santa Barbara
| Platz | Männer                        | Frauen                              |
| ----- | ----------------------------- | ----------------------------------- |
| 1     | Phil Dalhausser / Todd Rogers | Annett Davis / Jenny Johnson Jordan |
| 2     | John Hyden / Bradley Keenan   | Jennifer Kessy / April Ross         |
| 3     | Jacob Gibb / Sean Rosenthal   | Misty May-Treanor / Kerri Walsh     |
| 3     | Nicholas Lucena / Sean Scott  | Nicole Branagh / Elaine Youngs      |
| 5     | Stein Metzger / Mark Williams | Angela Akers / Holly McPeak         |
| 5     | Dax Holdren / Bill Strickland | Lauren Fendrick / Paula Roca        |
| 7     | Matt Olson / Kevin Wong       | Dianne DeNecochea / Barbra Fontana  |
| 7     | Ryan Mariano / Ed Ratledge    | Jenny Kropp / Nancy Reynolds        |

### San Francisco
| Platz | Männer                         | Frauen                              |
| ----- | ------------------------------ | ----------------------------------- |
| 1     | Jacob Gibb / Sean Rosenthal    | Misty May-Treanor / Kerri Walsh     |
| 2     | Phil Dalhausser / Todd Rogers  | Nicole Branagh / Elaine Youngs      |
| 3     | John Hyden / Bradley Keenan    | Jennifer Kessy / April Ross         |
| 3     | Stein Metzger / Mark Williams  | Annett Davis / Jenny Johnson Jordan |
| 5     | Nicholas Lucena / Sean Scott   | Angela Akers / Holly McPeak         |
| 5     | Matt Olson / Kevin Wong        | Dianne DeNecochea / Barbra Fontana  |
| 7     | John Mayer / Jeff Nygaard      | Carrie Dodd / Tatiana Minello       |
| 7     | Billy Allen / Braidy Halverson | Jenny Kropp / Nancy Reynolds        |

### Manhattan Beach
| Platz | Männer                               | Frauen                              |
| ----- | ------------------------------------ | ----------------------------------- |
| 1     | Phil Dalhausser / Todd Rogers        | Misty May-Treanor / Kerri Walsh     |
| 2     | Nicholas Lucena / Sean Scott         | Jennifer Kessy / April Ross         |
| 3     | Matthew Fuerbringer / Casey Jennings | Nicole Branagh / Elaine Youngs      |
| 3     | Matt Olson / Kevin Wong              | Annett Davis / Jenny Johnson Jordan |
| 5     | Stein Metzger / Mark Williams        | Dianne DeNecochea / Barbra Fontana  |
| 5     | John Hyden / Bradley Keenan          | Lauren Fendrick / Paula Roca        |
| 7     | Dax Holdren / Bill Strickland        | Jenny Kropp / Nancy Reynolds        |
| 7     | Jason Ring / Fred Souza              | Katie Jameson / Tracy Jones         |

### Glendale
| Platz | Männer          | Frauen               |
| ----- | --------------- | -------------------- |
| 1     | John Hyden      | Jennifer Kessy       |
| 2     | Jacob Gibb      | Nicole Branagh       |
| 3     | Phil Dalhausser | Kerri Walsh          |
| 4     | Sean Rosenthal  | Annett Davis         |
| 5     | Nicholas Lucena | April Ross           |
| 6     | Todd Rogers     | Tyra Turner          |
| 7     | Sean Scott      | Elaine Youngs        |
| 8     | Bradley Keenan  | Jenny Johnson Jordan |